# キム・ストラウス
キム・ストラウス（Kim Strauss、8月2日 - ） は、アメリカ合衆国の男性声優、俳優、歌手、絵本作家。別名はカート・ストラウス (Kurt Strauss) 。

## 人物
イリノイ州シカゴ出身。
アメリカン・コンサーバトリー・オブ・ミュージック、北イリノイ大学卒業。
高校時代から演技を学び始める。同時期に兄のキース、カートとともにロックバンド「ストラウス・ブラザーズ・バンド」を結成し、音楽活動を開始。
現在はカリフォルニア州サンタクラリタの自宅に録音スタジオを作り、そこで仕事をこなしている
特技は格闘技で、高校時代には州大会で優勝した経験を持つ。

## 出演作品

### テレビアニメ
2000年
- 時空探偵ゲンシクン（ときG）
- ダイノゾーズ（ダイノティラノ）
- るろうに剣心 -明治剣客浪漫譚-（月岡津南）

2001年
- トランスフォーマー・ロボッツ・イン・ディスガイズ（ウルトラマグナス）

2002年
- バビル2世（郷田剛）

2003年
- THE ビッグオー second season（R・フレデリック・オライリー）
- 炎の蜃気楼（伊達政宗）

2004年
- ガングレイヴ
- 攻殻機動隊 STAND ALONE COMPLEX（ゲイル）
- 天地無用! GXP（タラント・シャンク）

2005年
- IGPX（サー・ハムグラ）
- AVENGER（ジュピター）
- OVERMANキングゲイナー（エリアル・ニールセン）※カート・ストラウス名義
- お伽草子（星熊）
- グレネーダー ほほえみの閃士（開山道士）
- サムライチャンプルー（ムクロ）
- 蒼穹のファフナー（小楯保）
- 天上天下（高柳光臣）
- NARUTO -ナルト-（森乃イビキ）

2006年
- 交響詩篇エウレカセブン（デューイ）
- BLEACH（オスカー・ホアキン・デ・ラ・ロサ、バルバスG）

2007年
- TOKKO 特公（緒方参事官）
- BLEACH（円乗寺辰房、浮竹十四郎（第40話のみ）、志波海燕、狛村左陣）

### 劇場アニメ
2004年
- 機動戦士ガンダムF91（パイロット）

2005年
- APPLESEED（七賢老）

2006年
- 機動警察パトレイバー 2 the Movie（荒川茂樹）※バンダイビジュアルUSA版

### OVA
2004年
- サブマリン707R

2005年
- 新ゲッターロボ
- ブラック・ジャック

2006年
- 鴉 -KARAS-（ナース）
- 天地無用! 魎皇鬼 第三期（ソルナール）
- 天地無用! 魎皇鬼 第三期プラス1（ソルナール）

### Webアニメ
- 日本沈没2020（2020年、大谷三郎）

### ゲーム
2003年
- 真・三國無双4（曹丕、徐晃）
- 真・三國無双4 猛将伝（曹丕、徐晃）

2004年
- 真・三國無双4 Empires（曹丕、徐晃）
- 戦国無双（服部半蔵）

2005年
- ER ザ・ゲーム（ハンク）

2006年
- テイルズ オブ ジ アビス（テオドーロ、パージゼル・クローネ）
- テイルズ オブ レジェンディア（マウリッツ）
- ワイルドアームズ ザ フォースデトネイター（ガウン・ブラウディア）

2007年
- 真・三國無双5（曹丕、徐晃）
- バイオハザード アンブレラ・クロニクルズ（カルロス・オリヴェイラ）
- BLEACH Wii 白刃きらめく輪舞曲（狛村左陣）
- 無双OROCHI（曹丕、徐晃）

2008年
- 無双OROCHI 魔王再臨（曹丕、徐晃）

### 特撮
1995年
- パワーレンジャー（ニンジャーの声）※カート・ストラウス名義
- マスクド・ライダー（ウォーター・バグの声）※カート・ストラウス名義

1996年
- マスクド・ライダー（マスクド・ライダー・ウォーリアーリーダーの声）※ノンクレジット

1998年
- パワーレンジャー・イン・スペース（バリリアン・バグ（雄）の声）※ノンクレジット

1999年
- パワーレンジャー・ロスト・ギャラクシー（スコーピウスの声、テクサの声、デジバットの声）

2001年
- パワーレンジャー・ライトスピード・レスキュー（ジンクサーの声、マグマボアの声、ヴァイラヴァイルの声）

2001年
- パワーレンジャー・タイムフォース（トロニコンの声）

2002年
- パワーレンジャー・ワイルドフォース（ローン・モウワーオルグの声、ロファングの声）

### テレビドラマ
1986年
- スターマン（若い男）

1990年
- ジェシカおばさんの事件簿（リッチー・キング）

1991年
- Matlock（ブライアン）

1994年
- バビロン5（マルカブ人大使）

1995年
- ザ・ヤング・アンド・ザ・レストレス（リース・ウェルカー）
- バビロン5（ドラジ大使、パイロット）

1996年
- バビロン5（レナン、ジ・ローン）

2002年
- 18 Wheels of Justice（エリック）

2002年
- 犯罪捜査官ネイビーファイル（シニア・メンバー）

2005年
- ER緊急救命室（アリ）

2006年
- NUMBERS 天才数学者の事件ファイル（チャンドラー）

### 映画
2004年
- ミリオンダラー・ベイビー（アイリッシュ・ファン3）

### オリジナルビデオ
1993年
- Street Angels（ファントム）

1994年
- Witchcraft VI（ルッツ）

### テレビ映画
1996年
- アルフ・ファイナルスペシャル（アシスタント）

### 吹き替え
2005年
- 着信アリ（藤枝一郎（松重豊））

### 舞台
1990年
- チェス

### その他
2008年
- アドベンチャーズ・イン・ボイス・アクティング（本人出演）

## 著作
- Kalan the Mighty Warrior: Book One